# 스펜서 백작부인 카렌 스펜서
스펜서 백작부인 카렌 스펜서(Karen Spencer, Countess Spencer, 1972년 6월 6일 ~ )은 시스템 변화에 중점을 둔 캐나다의 사회적 기업가이다. 그녀의 경력은 취약 아동의 돌봄 품질을 향상시키기 위해 노력하는 미국 기반 비정부 기구인 홀 차일드 인터내셔널의 창립자로 시작되었다. 2004년 창립 이후 CEO직을 맡았고, 2024년 6월 의장으로 자리를 옮겼다. 그녀는 웨일스 공비 다이애나의 동생인 제9대 스펜서 백작 찰스 스펜서의 아내이다.